# پری داینامیک
تئوری پری‌داینامیک(به انگلیسی: Peridynamics) به عنوان زیر مجموعه علم مکانیک محیط‌های پیوسته (به انگلیسی: Continuum Mechanics) غیرموضعی، روشی است که در آن برای محاسبهٔ تنش به‌جای استفاده از مشتقات میدان جابجایی مستقیماً از میدان جابجایی استفاده می‌شود. برای این منظور هر جسم پیوسته در این تئوری به‌صورت گسسته مدل‌سازی می‌شود. بدین صورت که ذرات کروی شکلی که دارای حجم یکسانی می‌باشند، علاوه بر اینکه با در کنار هم قرار گرفتن شکل کلی جسم اولیه را ایجاد می‌کنند، بلکه دارای تبادلات نیرویی بوده و می‌توانند یکپارچگی مشابه با جسم پیوسته اولیه نیز ایجاد نمایند.

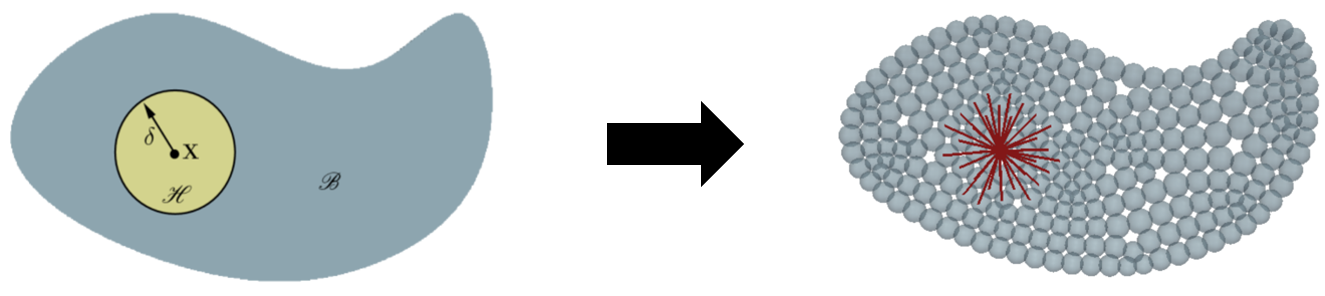
مدل اولیه اجسام در پری‌داینامیک

## تعاریف اولیه

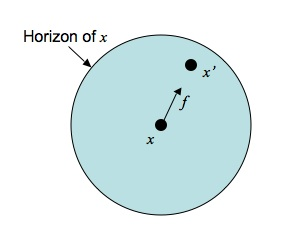
شعاع موثر در تبادلات نیرویی ذرات در پری‌داینامیک

ایده اصلی و اولیهٔ این روش در مواجه با مشکل تعریف نشدگی مشتقات جزئی معادلات دیفرانسیل جزئی میدان جابجایی در سطوح ناپیوستگی، استفاده از انتگرال‌گیری به‌جای مشتق‌گیری در محاسبهٔ نیرو روی هر جزء از جسم است [۱]. از آنجایی که در معادلات موجود در این روش از مشتقات جزئی استفاده نمی‌شود، در سطوح ناپیوستگی این معادلات معتبر مانده و محدودیتی ایجاد نمی‌کنند. مدل ارائه شده در دستهٔ مدل‌های شامل اثرات غیرموضعی قرار می‌گیرد چرا که کل جسم به مجموعه‌ای ذرات در کنار هم تقسیم‌بندی شده و هر ذره با مجموعه‌ای از ذراتی که در همسایگی‌اش قرار دارند به‌صورت دو جفتی تبادل نیرویی دارد. با وجود این‌که تاکنون پژوهش‌های زیادی در زمینه اثرات غیر موضعی تنش صورت گرفته [۲] اما در اکثر آنها ایدهٔ حذف مشتقات جزئی مطرح نشده است. در معادلات پری‌داینامیک مختصات حالت آغازین ذرات را با X(k)، حجم هر ذره را با V(k) و چگالی ذرات را نیز با ρ(k) نمایش می‌دهند. با توجه به یک دستگاه مختصات دکارتی ذره x(k) با تجربه کردن جابجایی u(k) به نقطه‌ای جدید در فضا منتقل می‌شود که با بردار مکان y(k) آن را نمایش می‌دهند. حرکت ذرات در این تئوری از توصیف لاگرانژی حرکت تبعیت کرده و جابجایی و بردار نیروهای بدنه‌ای را به‌صورت u(x(k),t) و b(x(k),t) نمایش داده می‌شوند [۱]. طبق این تئوری حرکت جسم با توجه به تعامل و نیروهای دوجفتی بین ذره x(k) و سایر ذرات سنجیده می‌شود؛ بنابراین تعداد بی‌شماری نیروی دو جفتی بین نقطهٔ x(k) و سایر نقاط وجود داشته که در نظر گرفتن همه آنها در محاسبات هزینه محاسباتی بسیار زیادی را تحمیل کرده که منطقی نمی‌باشد. بدین ترتیب با توجه به این که ذرات دورتر به‌صورت قابل توجهی اثر کمتری بر روی ذره مد نظر می‌گذارند، تبادلات نیرویی هر ذره در یک ناحیه موضعی که آن را هُرایزن (افق) می‌نامند در نظر می‌گیرند. در واقع در یک فضای سه بعدی، هُرایزن معادل کره‌ای به شعاع δ می‌باشد که ذرات درون این کره را خانوادهٔ ذره x(k) نامیده و با H(x((k)) آن را نمایش می‌دهند [۳]. تبادلات نیرویی بین ذرات وابسته به تغییر شکل جسم و خواص ساختاری ماده بوده که در این تئوری به‌صورت روابط متنوعی درنظر گرفته شده‌است. میزان اثرات غیرموضعی در این روش تابع اندازه شعاع ناحیه تبادل نیرویی یا همان هرایزن بوده که با کاهش مقدار آن می‌توان این روش را تبدیل به روشی موضعی کرد؛ بنابراین تئوری الاستیسیتهٔ کلاسیک را می‌توان حالتی خاص از تئوری پری‌داینامیک درنظر گرفت در جایی که مقدار δ به صفر میل می‌کند [۴]. اگر فضای اشغال شده توسط جسم در ساختار اولیه خود را ناحیه R بنامیم، T بردار حالت نیرو و b نمایانگر نیروی بدنه‌ای باشند. همچنین بردار مکان ساختار اولیه را با x و بردار مکان ساختار تغییر شکل یافته با x'، معادلهٔ حرکتی که توسط سیلینگ [۱] برای تئوری پری‌داینامیک ارائه شده به‌صورت زیر است:
{\displaystyle \rho {\ddot {u}}=\int _{R}^{}(T(x,t)-T(x',t))\,dH\ +b(x,t)}
با توجه به رابطه سمت راست تساوی در معادلهٔ بالا معادله تعادل تئوری پری‌داینامیک ارائه شده توسط سیلینگ[۱] به‌صورت زیر بدست می‌آید:
{\displaystyle \int _{R}^{}(T(x,t)-T(x',t))\,dH\ +b(x,t)=0}

## مدل‌های ساختاری محاسبه نیرو در پری‌داینامیک
با توجه به روابط فوق می‌بینیم که معادلات حرکت و تعادل در این تئوری تابع بردار حالت نیرو می‌باشد. طریقه محاسبه نیروی بین ذرات همواره اصلی‌ترین چالش در این تئوری بوده‌است. اولین مدلی که توسط سیلینگ [۱] برای محاسبه نیرو ارائه شد مدل مبتنی بر پیوند بین ذرات بود که از پیوند بین اتمی و پتانسیل‌های دو جفتی در دینامیک مولکولی ایده گرفته شده بود. در این روش، نیروی بین ذرات صرفاً تابعی از طول پیوند و فقط یک ثابت (ثابت ماده) بوده و نیروی مشابه مدل گوی-فنر محاسبه می‌شد. این بدان معنا بود که بردارهای نیروی بین هر دو ذره با اندازه برابر، در راستای پیوندشان و در خلاف جهت بود. در سال‌های بعد مطالعات بیشتر در این زمینه نشان داد که مسائلی که عمده‌ترین آنها در زیر آورده شده موجب ناکارآمدی این روش می‌شد.
1. فرض اصلی در این روش بسیار ساده‌سازی شده می‌باشد. بدینگونه که نیروی بین هر دو جفت ذره توسط یک پتانسیل واحد و مستقل از اثرات موضعی محاسبه می‌شود. برای مثال این فرض در مطالعه هرگونه مادهٔ میکرو الاستیک ایزوتروپیک منجر به بدست آمدن ضریب پواسون مؤثر ۰٫۲۵ می‌شود.
2. در این روش مدل ساختاری ماده تابع نیروی دو جفتی بین ذرات بیان می‌شود و این موضوع با رویه غالب در مکانیک محیط‌های پیوسته که رابطه ساختاری را تابع تنش ارائه می‌کنند در تضاد بوده و مانعی جهت استفاده آسان‌تر سایر پژوهشگران از این روش محسوب می‌شود.
3. رفتارهای غیرخطی ماده همچون سخت‌شوندگی و نرم‌شوندگی و همچنین تمایز دادن تغییر شکل‌های حجمی و برشی ناکارآمد می‌باشد.

در جهت رفع این نقص‌ها، سیلینگ و همکاران [۵] تئوری جدیدی را تحت عنوان مدل‌های مبتنی بر حالت ارائه دادند. در این تئوری مبنای محاسبهٔ نیروی بین ذرات به‌جای طول پیوند، بردارهای حالت مکان، سرعت و … می‌باشند و در نتیجه بردارهای نیروی بین ذرات می‌توانست اندازه‌ای نابرابر داشته و جهت نیروی اعمالی از هر ذره به ذرهٔ دیگر هم در راستای پیوند بین دو ذره نباشد. در این تئوری دو روش اصلی ارائه شد:
1. مدل مبتنی بر حالت - عادی
2. مدل مبتنی بر حالت - غیرعادی

## مدل ساختاری مبتنی بر پیوند

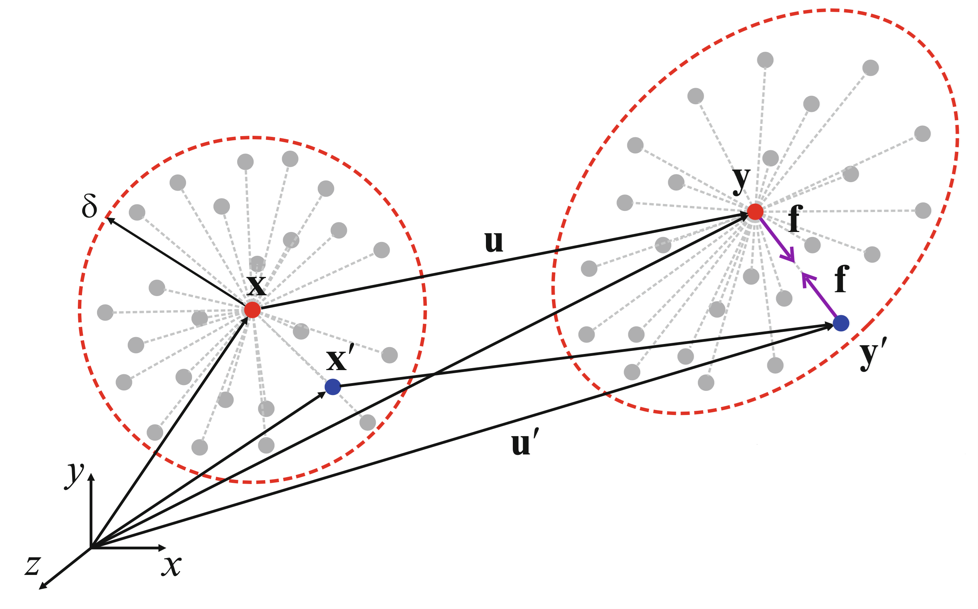
بردارهای نیروی بین ذرات در مدل ساختاری مبتنی بر پیوند

در این روش بردار چگالی نیروی بین دو ذره با اندازه برابر و در راستای بردار موقعیت نسبی بین دو ذره (پیوند) در وضعیت تغییر شکل یافته در نظر گرفته می‌شود. بدین ترتیب تعادل لنگر دورانی نیز در جسم ارضا می‌شود. اگر C به عنوان ثابتی لحاظ شود، تابع بردار چگالی نیرو بر حسب بردار مکان نسبی بین دو ذره به‌صورت زیر تعریف می‌گردد:
{\displaystyle t(u'-u,x'-x,t)=T(x,t)\left\langle x'-x\right\rangle ={\tfrac {1}{2}}f(u'-u,x'-x,t)}
{\displaystyle t(u-u',x-x',t)=T(x',t)\left\langle x-x'\right\rangle ={\tfrac {1}{2}}f(u-u',x-x',t)}
که در آن t بردار چگالی نیرو، T بردار حالت نیرو، f تابع نیروی پیوند بین دو ذره می‌باشد. با جایگذاری رابطه‌های بالا در معادله حرکت پری‌داینامیک، به فرم زیر از معادله حرکت پری‌داینامیک می‌رسیم:
{\displaystyle \rho {\ddot {u}}=\int _{R}^{}\omega (x'-x)f(u'-u,x'-x,t)\,dH\ +b(x,t)}
که ω(x'-x) تابع تأثیر بوده و برای اعمال اثرات سطح از آن استفاده می‌شود. همان‌طور که گفته شد f تابع چگالی نیروی بین دو ذره می‌باشد که توسط سیلینگ و عسکری [۶] تابع خطی از کشیدگی بین دو ذره در وضعیت تغییر شکل یافته به‌صورت زیر ارائه شد:
{\displaystyle f(u'-u,x'-x,t)=(c_{1}s(u'-u,x'-x,t)-c_{2}T){\frac {y'-y}{\|y'-y\|}}}
اگر T را تغییر یکنواخت و خطی دما در ماده در نظر بگیریم ثوابت c_1 و c_2 به‌صورت زیر پیشنهاد داده شده‌اند [۶]:
{\displaystyle c_{1}=c={\frac {18\kappa }{\pi \delta ^{4}}}}
{\displaystyle c_{2}=c\alpha }

## مدل ساختاری مبتنی بر حالت - عادی

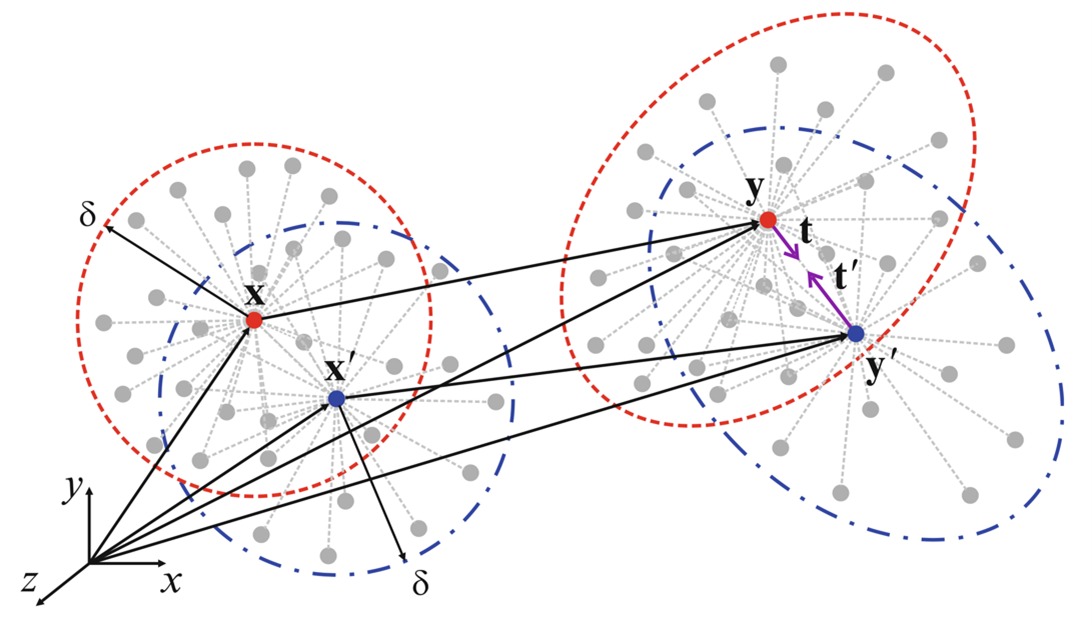
بردارهای نیروی بین ذرات در مدل ساختاری مبتنی بر حالت - عادی

همان‌طور که پیشتر به آن اشاره شد، برای رفع نواقص ذکر شده در مدل مبتنی بر پیوند، سیلینگ و همکاران [۵] مدل جدیدی را ارائه دادند که در آن بردارهای چگالی نیرو بین دو ذره می‌توانستند اندازه‌ای نابرابر داشته ولی همچنان در راستای برداری مکان نسبی دو ذره در وضعیت تغییر شکل یافته اند. بدین صورت در این حالت تعادل لنگر دورانی در جسم برقرار می‌ماند و همچنین تغییرشکل حجمی و برشی سیستم متمایز از هم محاسبه می‌شود. بنا بر این می‌توان روابط محاسبه بردار چگالی نیروی اعمالی بر روی ذره x توسط x' که با t نمایش داد شده و بردار چگالی نیروی اعمالی بر روی ذره x' توسط x که با t' نمایش داده می‌شود را به‌صورت زیر باز نویسی کرد:
{\displaystyle t(u'-u,x'-x,t)=T(x,t)\left\langle x'-x\right\rangle ={\tfrac {1}{2}}A{\frac {y'-y}{\|x'-x\|}}}
{\displaystyle t(u-u',x-x',t)=T(x',t)\left\langle x-x'\right\rangle =-{\tfrac {1}{2}}B{\frac {y'-y}{\|x'-x\|}}}
در این روابط A و B پارامترهای کمکی هستند که تابع ثوابت ماده، میدان تغیر شکل و شعاع ناحیه تبادل نیرویی می‌باشند [۵]. 

## مدل ساختاری مبتنی بر حالت - غیرعادی

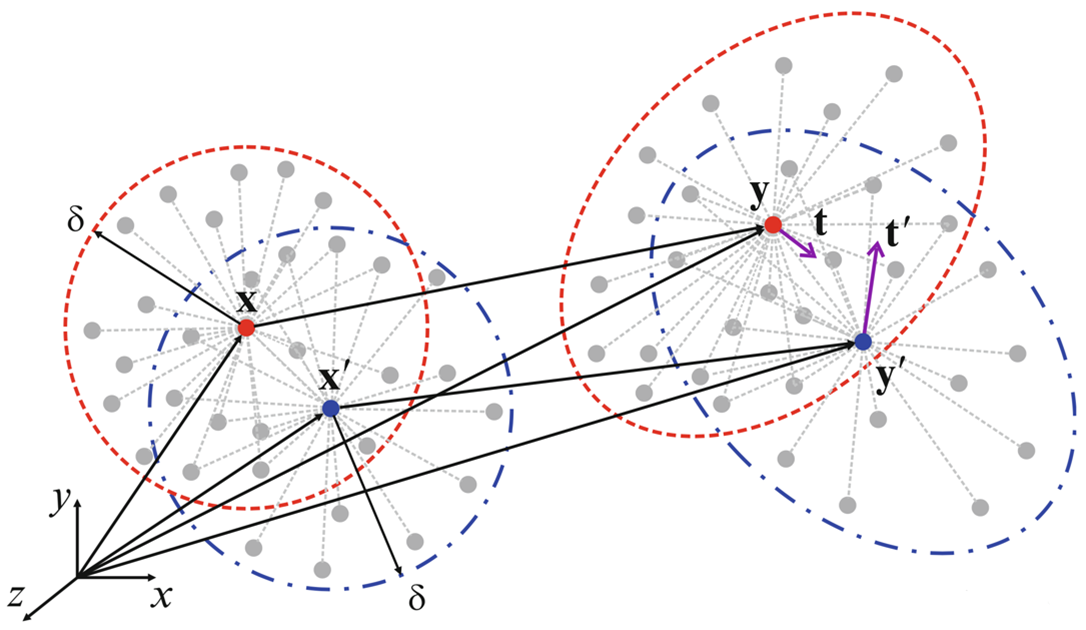
بردارهای نیروی بین ذرات در مدل ساختاری مبتنی بر حالت - غیرعادی

از آنجایی که مدل‌های مبتنی بر حالت - عادی دارای فرضیات ساده کننده‌ای مانند هم راستا بودن نیروی اعمالی بین دو ذره در راستای بردار مکان نسبی بین دو ذره بودند، قابلیت تبعیت از برخی از روابط ساختاری پیچیده را نداشته است. همچنین این مدل بواسطه‌ی عدم استفاده از روابط ساختاری در قالب تانسور تنش که در تئوری مکانیک محیط‌های پیوسته مرسوم می‌باشد، همچنان قابلیت استفاده صریح و ملموس توسط سایر پژوهشگران را ندارد. به همین دلیل سیلینگ و همکاران [۵] مدل مبتنی بر حالت – غیر عادی را توسعه دادند. بدین منظور، برای برقراری تعادل لنگر دورانی، با اعمال اصل جابجایی مجازی بر روی فرم ماتریسی معادله‌ی حرکت پری‌داینامیک داریم:
{\displaystyle \rho (x){\ddot {u}}(x,t)^{T}\Delta \mathbf {u} =\int _{R}^{}(\omega \left\langle x'-x\right\rangle T(x,t)\left\langle x'-x\right\rangle -\omega \left\langle x-x'\right\rangle T(x',t)\left\langle x-x'\right\rangle )\,\Delta \mathbf {u} dH\ +b(x,t)\Delta \mathbf {u} }

## اثرات سطح

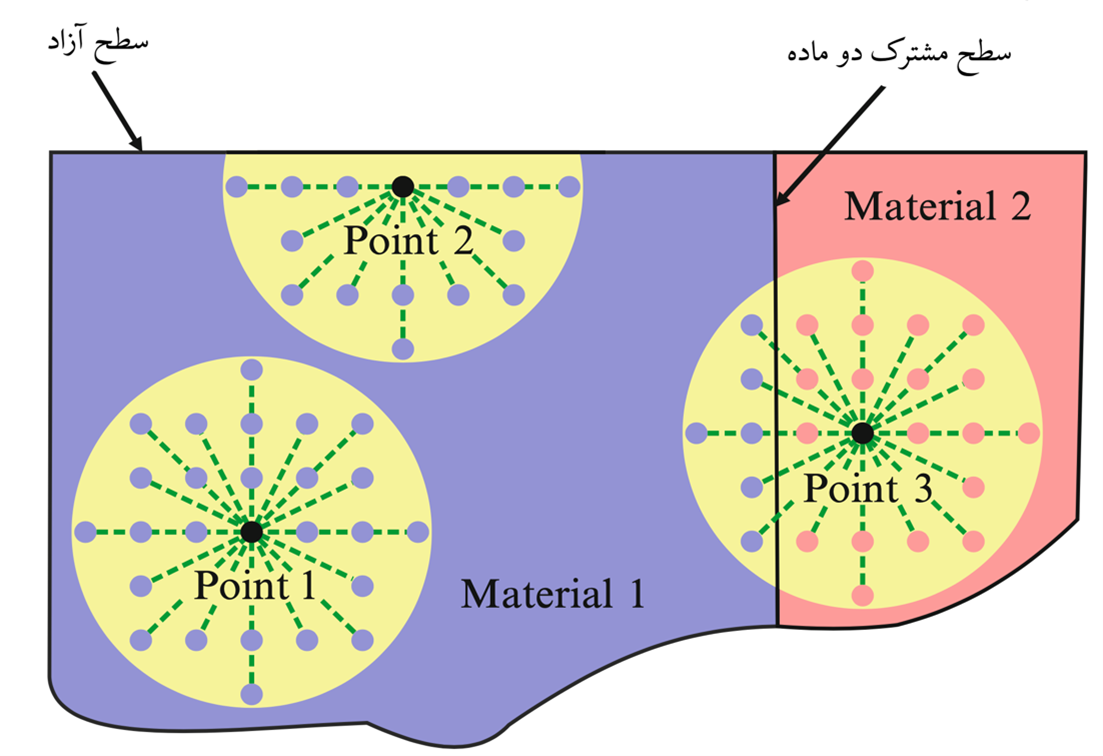
اثرات سطح بر روی ذرات کروی در پری‌داینامیک

با توجه به این‌که همسایگی تعریف شده برای هر ذره در فضا یک کره می‌باشد، همانطور که در شکل مقابل نمایش داده شده است در مواردی که ذره در مجاورت سطح آزاد یا سطح مشترک دو ماده مختلف و یا ترکیب هر دو حالت باشد، می‌بایست اینگونه اثرات سطح در محاسبه‌ی بردار چگالی نیرو لحاظ شود که برای این منظور سیلینگ و همکاران [۵] پیشنهاد دادند که اعمال این اثر از طریق تابع تاثیر ω(x^'-x) که در بردار چگالی نیرو ضرب می‌شود انجام شود. بدین صورت که برای مثال، اگر ذره‌ای در همسایگی سطح آزادی باشد تابع تاثیر باید بگونه‌ای اتخاذ شود که اثرات نقاط مجاورت سطح آزاد تاثیرات کمتری در محاسبه نیروی داشته باشند. اتخاذ تابع تاثیر تابع نوع رفتار ماده و شرایط مساله بوده و نمی توان فرم صریح و عمومی برای آن ارائه دادن و صرفا میتوان به کران بالا و پایین آن که به ترتیب یک و صفر می‌باشند اشاره کرد. در پژوهش‌های مختلف توابع متنوعی را به عنوان تابع تاثیر و برای کاربردهای مختلف پیشنهاد داده اند، اما معروف ترین تابع تاثیر پیشنهاد شده [۷] تابع توزیع گاوسی است که رابطه آن به‌صورت مقابل می‌باشد:
{\displaystyle \omega (x'-x)=e^{-({\frac {x'}{a_{0}x}})^{2}}}
در این رابطه a0 پارامتر تابع بوده که مقدار ۰.۴ برای آن پیشنهاد داده شده است [۸].

## مدل تماس بین دو ذره
در این تئوری مدل تماس بین دو ذره به‌صورت نیروی دافعه خطی (fc) که تابعی از فاصله دو ذره می‌باشد به‌صورت زیر محاسبه می‌شود [۶]:
{\displaystyle f_{c}=C_{CF}\ c\ (r_{c}-r)\ \ :\ \ \ if\ \ r<r_{c}}
در رابطه فوق r فاصله بین دو ذره و rc هم شعاع تماس نامیده می‌شود که معمولا مقداری ناچیز کوچکتر از فاصله‌ی اولیه بین ذرات (اندازه لایه ذرات ) در نظر گرفته می‌شود. همچنین در این رابطه c ثابت ماده می‌باشد و CCF نیز ثابت نیروی تماسی می‌باشد که طبق مطالعات انجام شده باید عددی بین ۱۰ تا ۱۰۰۰ در نظر گرفته شود چرا که اگر کوچک‌تر از ۱۰ باشد نیروی دافعه‌ای کافی نبوده و دو جسم در تماس در هم فرو می‌روند، اگر هم بیش از ۱۰۰۰ در نظر گرفته شود نیروی تماسی بسیار زیاد شده و سیستم را ناپیدار می‌کند. همچنین برای لحاظ کردن اثرات اصطکاک هم از قانون اصطکاک کلمب (خشک) استفاده می‌شود.